# Adobe Flash
Adobe Flash je zastaralá multimediální softwarová platforma, která se používá k produkci animací, bohatých internetových aplikací, desktopových aplikací, mobilních aplikací, mobilních her a videopřehrávačů webového prohlížeče. K zobrazování tohoto obsahu na počítači se do 31. 12. 2020 používal přehrávač Adobe Flash Player.
Adobe Flash byl nahrazen modernějšími technologiemi, zejména podporou multimédií na platformě HTML5.

## Oblast využití
Flash zobrazuje text, vektorová grafika a rastrovou grafiku a poskytuje animace, videohry a aplikace. Umožňuje streamování zvuku a videa a dokáže zachytit vstup myši, klávesnice, mikrofonu a kamery. Související vývojová platforma Adobe AIR je nadále podporována. Umělci mohou vytvářet grafiku a animace Flash pomocí programu Adobe Animate (dříve známý jako Adobe Flash Professional). Vývojáři softwaru mohou vytvářet aplikace a videohry pomocí Adobe Flash Builder, FlashDevelop, Flash Catalyst nebo jakéhokoli textového editoru, pokud se používají s Apache Flex SDK.
Programovací jazyk ActionScript umožňuje vývoj interaktivních animací, videoher, webových aplikací, desktopových aplikací a mobilních aplikací. Programátoři mohou implementovat software Flash pomocí IDE, jako je Adobe Animate, Adobe Flash Builder, Adobe Director, FlashDevelop a Powerflasher FDT. Adobe AIR umožňuje vyvíjet plně funkční stolní a mobilní aplikace pomocí Flash a publikovat pro Windows, MacOS, Android, iOS, Xbox One, PlayStation 4, Wii U a Nintendo Switch.

## Podpora pro koncové uživatele
Koncoví uživatelé mohli prohlížet obsah Flash prostřednictvím přehrávače Flash Player (pro webové prohlížeče), AIR (pro stolní nebo mobilní aplikace) nebo přehrávačů třetích stran, jako byl Scaleform (pro videohry) nebo Swfdec. Program Adobe Flash Player (podporovaný v systémech Microsoft Windows, MacOS a Linux) umožňoval koncovým uživatelům prohlížet obsah Flash pomocí webových prohlížečů. Adobe Flash Lite povolil prohlížení obsahu Flash na starších smartphonech, ale byl ukončen a nahrazen Adobe AIR.

## Ukončení podpory
Přestože byl Flash dříve dominantní platformou pro online multimediální obsah, pomalu se opouští, protože Adobe upřednostňuje přechod na HTML5, Unity nebo jiné platformy. Ukončení podpory přehrávače Flash Player nastalo 31. prosince 2020. Adobe však i nadále vyvíjí Adobe Animate, který se zaměřuje na podporu webových standardů, jako je HTML5, místo zastaralého formátu Flash.